# The London Concert (Christopher Franke)
The London Concert è il secondo album da solista di Christopher Franke, pubblicato nel 1992 dalla Varese Sarabande. L'album è stato poi ripubblicato dalla casa discografica di Franke, la Sonic Images.
Si tratta della registrazione live di un concerto tenuto da Franke al Royal Apollo Theater di Londra nel 1991, dove egli esegue alcuni brani del repertorio Tangerine Dream insieme ad altre nuove composizioni scritte da solista, alcune delle quali provenienti dal suo album di debutto, Pacific Coast Highway. Si tratta dell'album dallo stile più simile ai lavori con il gruppo, in quanto appunto egli esegue anche composizioni provenienti dall'esperienza con la band.

## Tracce
1. Part 1: Empire of Light – 5:04 (Franke)
2. Part 2: Purple Waves – 16:36 (Franke)
3. Part 3: Cloudburst Flight – 5:57 (Franke)
4. Part 4: Black Garden View – 5:34 (Franke)
5. Part 5: Vermillion Sands – 5:47 (Franke)
6. Mountain Heights – 4:05 (Franke)
7. Dolphin Dance – 4:34 (Franke/Froese)
8. Private Diaries – 3:35 (Franke/Froese)

## Musicisti
- Christopher Franke - tastiere, sintetizzatori
- Richard E. Roth - tastiere addizionali, sound, sequencer